# Kościół św. Wawrzyńca w Kluczewsku
Kościół świętego Wawrzyńca – rzymskokatolicki kościół parafialny należący do dekanatu włoszczowskiego diecezji kieleckiej.
Jest to świątynia wybudowana w latach 1797-1812. Budowla jest murowana i została rozbudowana w 1888 roku.
Bryła świątyni jest podparta na zewnątrz szkarpami i pilastrami. Za głównym ołtarzem znajduje się zakrystia, dobudowana do prezbiterium w formie dużej absydy. Polichromia została namalowana w 1965 roku.

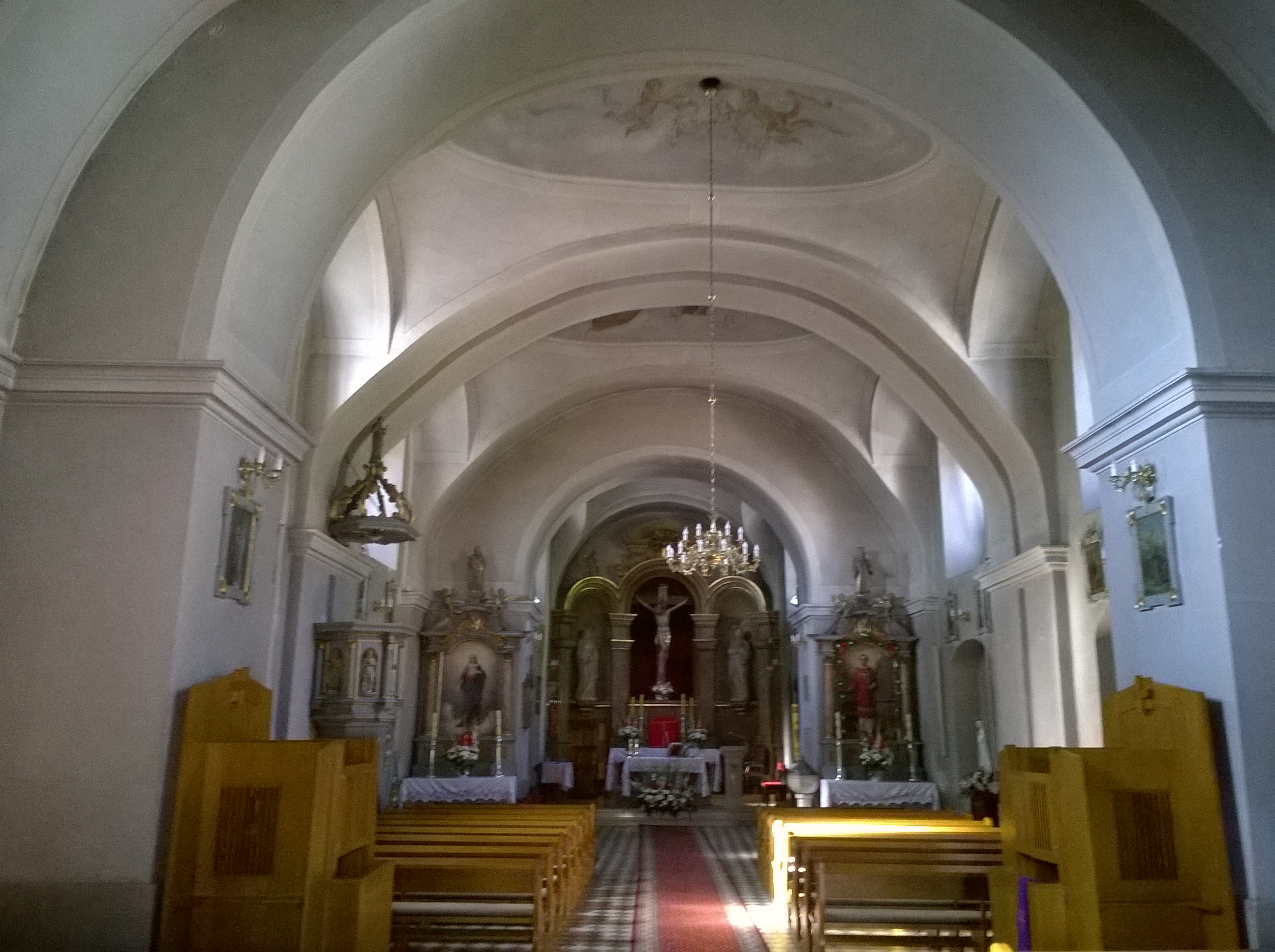
Wnętrze świątyni

Ołtarz główny składa się z trzech niszy. W środkowej – czyli w centralnej części ołtarzowej znajduje się figura Chrystusa na krzyżu z Matką Bożą i św. Janem u podnóża, natomiast w niszach znajdują się św. Piotr i św. Paweł. W ołtarzach bocznych znajdują się św. Wawrzyniec i Matka Boża. Przedstawienie patrona świątyni – św. Wawrzyńca znajduje się również w zewnętrznej elewacji, nad głównym wejściem do budowli. Do ciekawych zabytków wnętrza należą m.in.: kamienna kropielnica, epitafia i pomniki dawnych proboszczów i kanoników.